# Keiichi Sato
Keiichi Sato (さとう けいいち, Satō Keiichi, nascut el 18 de desembre de 1965) és un director d'animació, mecha i dissenyador de personatges japonès nascut a la prefectura de Kagawa.
El 1996, Sato es va reunir amb Kazuyoshi Katayama per començar a treballar a The Big O. Fins aleshores, el treball de Sato consistia principalment en dissenyar personatges i supervisar l'animació de sèries d'anime. The Big O és el primer basat en un concepte de la seva creació i ell la considera la seva magnum opus. L'estil de Sato està influenciat pel seu "amor per totes les coses nostàlgiques". El seu primer treball com a director va ser l’OVA Karas. Des del 2000 ha treballat en l’animació d’efectes especials.

## Treballs

### Sèries
Destaca papers amb funcions de direcció de sèries.
| Any  | Títol                                            | Director(s)                | Estudi               | Funcions | Refs.         |
| ---- | ------------------------------------------------ | -------------------------- | -------------------- | --- | ------------- |
| 1991 | Mahō no Princess Minky Momo: Yume wo Dakishimete | Kunihiko Yuyama            | Ashi Productions     | Director d'animació (#6, 12, 17) | [ 6 ]         |
| 1991 | Dragon Quest: Dai no Daibōken                    | Nobutaka Nishizawa         | Toei Animation       | Director d'animació (#5, 12) Animació clau (#5, 12) | [ 7 ]         |
| 1992 | Ashita e Free Kick                               | Tetsuro Amino              | Production Reed      | Director d'animació (#35, 40) | [ 8 ]         |
| 1995 | Ōgon Yūsha Goldran                               | Shinji Takamatsu           | Sunrise              | Director d'animació (#12, 16, 21) | [ 9 ]         |
| 1999 | The Big O                                        | Kazuyoshi Katayama         | Sunrise              | Disseny mecánico Disseny de personajes Director supervisor d'animació                                                                                              | [ 10 ]        |
| 2008 | Yatterman                                        | Hiroshi Sasagawa           | Tatsunoko Production | Director d'animació (#OP) Guionista gràfic (#OP) | [ 2 ]         |
| 2008 | Crystal Blaze                                    | Mitsuko Kase               | Studio Fantasia      | Guionista gràfic (#OP) | [ 2 ]         |
| 2011 | Tiger & Bunny                                    | Keiichi Satō               | Sunrise              | Director Guionista gràfic (#12-13, 24-25) Director d'animació assistent (#2) Assistència de disseny d'entorns                                                      | [ 11 ] [ 12 ] |
| 2014 | Shingeki no Bahamut: Genesis                     | Keiichi Satō               | MAPPA                | Director Guionista gràfic (#1) I·lustracions de tancament (#6.5) Animació clau (#12) Disseny de subpersonatges (#4) Treballs de disseny conceptual                 | [ 13 ]        |
| 2017 | Shingeki no Bahamut: Virgin Soul                 | Keiichi Satō               | MAPPA                | Director Guionista gràfic (#1, 7-8, 17-24; OP 2) Director d'unitat (#OP 2) Director de sonido Animació clau (#15, 19) Disseny conceptual Disseny de subpersonatges | [ 14 ] [ 15 ] |
| 2017 | Inuyashiki                                       | Keiichi Satō Shūhei Yabuta | MAPPA                | Director en cap | [ 16 ]        |
| 2024 | Sentai Daishikkaku                               | Keiichi Satō               | Yostar Pictures      | Director Guionista gràfic (#1-12) Director de so | [ 17 ]        |
| 2025 | Sentai Daishikkaku 2nd Season                    | Keiichi Satō               | Yostar Pictures      | Director | [ 18 ]        |

### Pel·lícules
Destaca papers amb funcions de direcció de sèries.
| Any  | Títol                                | Director(s)                   | Estudi           | Funcions                  | Refs.         |
| ---- | ------------------------------------ | ----------------------------- | ---------------- | ------------------------- | ------------- |
| 2012 | Tiger & Bunny Movie 1: The Beginning | Yoshitomo Yonetani            | Sunrise          | assistent de planificació | [ 19 ]        |
| 2012 | Asura                                | Keiichi Satō                  | Toei Animation   | Director Guionista gràfic | [ 20 ] [ 21 ] |
| 2014 | Saint Seiya: Legend of Sanctuary     | Keiichi Satō                  | Toei Animation   | Director                  | [ 22 ]        |
| 2016 | Gantz: O                             | Keiichi Satō Yasushi Kawamura | Digital Frontier | Director en cap           | [ 23 ] [ 24 ] |

### OVAs
Destaca papers amb funcions de direcció de sèries.
| Any  | Títol                                              | Director(s)                                    | Estudi                | Funcions | Refs.  |
| ---- | -------------------------------------------------- | ---------------------------------------------- | --------------------- | --- | ------ |
| 1990 | 1+2=Paradise                                       | Jun'ichi Watanabe                              | J.C.Staff             | Director d'animació Animació clau (#2) | [ 25 ] |
| 1992 | Giant Robo the Animation: Chikyū ga Seishi Suru Hi | Yasuhiro Imagawa                               | Phoenix Entertainment | Director d'animació (#6) Animació clau (#3-6) | [ 26 ] |
| 1992 | Chōjin Densetsu Urotsukidōji: Mirai-hen            | Hideki Takayama                                | Phoenix Entertainment | Disseny de personatges (#4) | [ 27 ] |
| 1993 | Minky Momo in Yume ni Kakeru Hashi                 | Kunihiko Yuyama                                | Asahi Production      | Director d'animació | [ 2 ]  |
| 1993 | Chōjin Densetsu Urotsukidōji: Inferno Road         | Hideki Takayama (#1-2) Shigenori Kageyama (#3) | Phoenix Entertainment | Disseny de personatges (#1-2) | [ 28 ] |
| 1994 | Minky Momo in Tabidachi no Eki                     | Kunihiko Yuyama                                | Studio Live           | Director d'animació | [ 2 ]  |
| 1994 | Gedō Gakuen                                        | Kōji Yoshikawa                                 | Phoenix Entertainment | Disseny de personatges | [ 29 ] |
| 1998 | Makai Tenshō                                       | Yasunori Urata                                 | Phoenix Entertainment | Director en cap d'animació Disseny de personatges | [ 30 ] |
| 2005 | Karas                                              | Keiichi Satō                                   | Tatsunoko Production  | Director Director dels episodis (#3-4, 6) Guionista gràfic Concepte original Disseny de personatges original Director d'animació (#5-6; demonio/monstruo) Productor ejecutivo Disseny de KARAS Animació clau (#4, 6; OP) Planificación Disseny de logotipo de título | [ 31 ] |
| 2010 | Mobile Suit Gundam Unicorn                         | Kazuhiro Furuhashi                             | Sunrise               | Director d'animació (#1) | [ 32 ] |
| 2010 | Kaibutsu Ōjo (OVA)                                 | Keiichirō Kawaguchi                            | Tatsunoko Production  | Disseny de mechas Disseny de criatures | [ 33 ] |

### Especials
Destaca papers amb funcions de direcció de sèries.
| Any  | Títol                                  | Director(s)    | Estudi  | Funcions                                                          | Refs.. |
| ---- | -------------------------------------- | -------------- | ------- | ----------------------------------------------------------------- | ------ |
| 1997 | City Hunter: Goodbye My Sweetheart     | Kazuo Yamazaki | Sunrise | Director en cap d'animació Disseny de personatges Director visual | [ 34 ] |
| 1999 | City Hunter: Goodbye My Sweetheart     | Kazuo Yamazaki | Sunrise | Disseny de personatges                                            | [ 35 ] |
| 2014 | Shingeki no Bahamut: Genesis - Roundup | Keiichi Satō   | MAPPA   | Director                                                          | [ 2 ]  |